# آستون مارتین ونتیج
آستون مارتین ونتیج (Aston Martin Vantage) خودرویی است که در سال‌های ۱۹۷۲–۱۹۷۳ produced تولید شده‌است.
این خودرو در کلاس خودرو اسپورت قرار گرفته، طراحی آن خودروهای موتور جلو-محور عقب بوده است. 